# Excitación sexual
La excitación es la segunda fase de una respuesta sexual humana. Ambos sexos experimentan un aumento del ritmo cardíaco mediante el sistema nervioso simpático.
Durante la excitación sexual, el pene del hombre experimenta una erección (es decir, se llena de sangre y aumenta sensiblemente de tamaño). En la mujer se dilata la vulva y se humedece la vagina (porque en sus paredes aumenta la irrigación sanguínea así como su lubricación).
Se inicia con la estimulación que puede ser física, psicológica o una combinación de ambas a través de la vista, oído, olfato, tacto, gusto, el pensamiento o las emociones. En términos fisiológicos, se relaciona con el fenómeno vasocongestivo: flujo de sangre en ciertas regiones del cuerpo, particularmente en los órganos pélvicos. Sus manifestaciones fundamentales, que pueden no ser instantáneas ni duraderas, son la erección del pene, la erección del clítoris y la lubricación vaginal, detalladas a continuación:

## Fases de respuesta sexual
| Fases de la respuesta sexual femenina | Fases de la respuesta sexual masculina |
| --- | --- |
| - La primera señal es la lubricación vaginal, que se inicia de diez a treinta segundos después del principio de la excitación sexual. - Se presenta en forma de gotas aisladas que acaban por humedecer toda la superficie interna de la vagina, así como la zona vestibular por la acción de las glándulas de Skene y de Bartolino. - La densidad, cantidad y olor varían no sólo de una mujer a otra, sino en función de las diferentes etapas de la vida. - Los dos tercios interiores de la vagina se expanden, el cérvix y el útero son empujados hacia arriba, mientras los labios se aplanan y abren. - El clítoris y los labios vulvares aumenta de tamaño, lo mismo que los senos, mientras los pezones se tornan rígidos a consecuencia de las contracciones de pequeñas fibras musculares. - Incluso las venas de la mama se hacen más visibles. | - La erección del pene es producida a escasos segundos de iniciada la estimulación. - La sangre fluye con rapidez llenando los tejidos esponjosos y cavernosos, lo que endurece y agranda el miembro. - Otro de los tejidos externos que experimentan una transformación son los pliegues del escroto, que se alisan mientras los testículos se aproximan más al cuerpo y aumentan ligeramente de tamaño. - Los músculos del perineo se contraen rítmicamente y suele aparecer en la punta del pene gotas de líquido preseminal. |

El tiempo de excitación suele variar entre ambos sexos, de forma que alcanzar la siguiente fase (fase de meseta) suele ser más rápido en el hombre que en la mujer.
Los trastornos de la sexualidad relacionados con problemas en la fase de excitación son: la disfunción eréctil en el sexo masculino y la sequedad vaginal en el sexo femenino.